# Arcadia (band)
Arcadia was een soloproject in 1985 en 1986 van drie leden van Duran Duran. De band werd gevormd tijdens een periode dat Duran Duran een tijd niet actief was.
Simon le Bon, Nick Rhodes en Roger Taylor namen het album So Red the Rose op met onder andere de gastartiesten Sting, David Gilmour (Pink Floyd), Herbie Hancock en Grace Jones. Het minder commerciële album werd goed ontvangen door de toenmalige critici. Het nummer Election Day deed het goed in Nederland, de opvolgers The Flame en The Promise scoorden met name in Groot-Brittannië.
Arcadia werd eind 1986 weer opgeheven, nadat Roger Taylor en Andy Taylor Duran Duran hadden verlaten en Duran Duran met drie man verder ging.

## Discografie

### Albums
- So Red the Rose (november 1985)